# Іполіто-Ірігоєн (округ)
Округ Іполіто-Ірігоєн (ісп. Hipólito Yrigoyen) — адміністративно-територіальна одиниця 2-ого рівня у провінції Буенос-Айрес в центральній Аргентині. Адміністративний центр округу — Ендерсон (ісп. Henderson).
Населення округу становить 9585 осіб (2010). Площа — 1663 кв. км.

## Історія
Округ заснований у 1960 році.

## Населення
У 2010 році населення становило 9585 осіб. З них чоловіків — 4739, жінок — 4846.

## Політика
Округ належить до 4-ого виборчого сектору провінції Буенос-Айрес.